# Сателіти (біологія)
Сателіти (англ. Satellites) — облігатні внутрішньоклітинні паразити, представлені лінійними здебільшого РНК, рідше ДНК завдовжки 332—405 нуклеотидів. Сателіти є супутниками (звідси й назва) вірусів-хазяїв, без яких вони нездатні розмножуватись. Деякі сателіти здатні інкапсулюватись у білкову оболонку, утворюючи, так звані, сателітні віруси. Сателітні Мімівіруси (Mimivirus) здатні пригнічувати розмноження своїх вірусів-хазяїв, тому їх називають вірофагами.
Термін «Сателіти» не слід плутати із терміном «Сателітна ДНК» — масивними тандемними повторами некодуючої ДНК, основного компоненту центромер хромосом.

## Класифікація
- Сателітні віруси
  - Одноланцюгові РНК—сателітні віруси
    - Підгрупа 1: Сателіти асоційовані з вірусом хронічного паралічу бджіл
      - Сателітний вірус хронічного паралічу бджіл

    - Підгрупа 2: Сателіти вірусів некрозу тютюну
      - Сателітний вірус білої лінійної мозаїки кукурудзи
      - Сателітний вірус мазаїки проса
      - Сателітний вірус мозаїки томатів
      - Сателітний вірус некрозу тютюну
- Нуклеїнові сателіти
  - Одноланцюгові ДНК—сателіти
    - α—сателіти
      - Сателітний ДНК—вірус скручування листків томатів

    - β—сателіти

  - Дволанцюгові РНК—сателіти
    - Сателіт М—вірусу дріжджів пивних
    - Сателіт T1—вірусу трихомонади піхвової

  - Одноланцюгові РНК—сателіти
    - Підгрупа 1: Великі РНК—сателіти
      - Великий РНК—сателіт вірусу мозаїки гусимцю
      - РНК—сателіт вірусу мозаїки бамбука
      - Великий РНК—сателіт вірусу жовтої плямистості цикорію
      - РНК—сателіт болгарського прихованого вірусу винограду
      - РНК—сателіт вірусу скручування листків винограду
      - РНК—сателіт прихованого вірусу кільцевої плямистості Миробанану
      - РНК—сателіт вірусу чорних кільчастості томатів
      - РНК—сателіт вірусу кільцевої плямистості буряка

    - Підгрупа 2: Малі лінійні РНК—сателіти
      - РНК—сателіт вірусу мозаїки огірків
      - РНК—сателіт вірусу кільцевої плямистості цимбідіуму
      - РНК—сателіт вірусу мозаїки гороху
      - РНК—сателіт вірусу розетковості арахісу
      - Малий РНК—сателіт вірусу мозаїки проса
      - РНК—сателіт вірусу карликовості арахісу
      - РНК—сателіт вірусу зморшкуватості редиски
      - РНК—сателіт вірусу кущикової карликовості томатів В10
      - РНК—сателіт вірусу кущикової карликовості томатів B1

    - Підгрупа 3: Циклічні РНК—сателіти (Вірусоїди)
      - Малий РНК—сателіт вірусу мозаїки гусимцю
      - РНК—сателіт RPV—вірусу жовтої карликовості злаків
      - РНК—сателіт вірусу жовтої цятковості цикорію
      - РНК—сателіт вірусу тимчасових смуг люцерни
      - РНК—сателіт вірусу цятковості пасльону голоквіткового
      - РНК—сателіт вірусу цятковості конюшини середземноморської
      - РНК—сателіт вірусу кільцевої плямистості тютюну
      - РНК—сателіт вірусу цятковості оксамитового тютюну